# Liste der Baudenkmäler im Wuppertaler Wohnquartier Rauental
Die Liste der Baudenkmäler im Wuppertaler Wohnquartier Rauental enthält die denkmalgeschützten Bauwerke auf dem Gebiet von Wuppertal-Rauental in Nordrhein-Westfalen (Stand: November 2011). Diese Baudenkmäler sind in der Denkmalliste der Stadt Wuppertal eingetragen; Grundlage für die Aufnahme ist das Denkmalschutzgesetz Nordrhein-Westfalen (DSchG NRW).

## Auszug aus der Denkmalliste

### Eingetragene Baudenkmäler
| Bild           | Bezeichnung                                                                 | Lage                              | Beschreibung | Bauzeit | Eingetragen seit  | Denkmal- nummer |
| -------------- | --------------------------------------------------------------------------- | --------------------------------- | --- | ------- | ----------------- | --------------- |
| weitere Bilder | Fabrikgebäude                                                               | Rauental Badische Straße 4 Karte  | Ehemaliges Verwaltungs- und Fabrikgebäude der Gummibandweberei Mann & Reinhard (bauliche Einheit mit Badische Straße 6, 8 und 10) | um 1910 | 23. April 1986    | 753             |
| weitere Bilder | Fabrikgebäude                                                               | Rauental Badische Straße 6 Karte  | Ehemaliges Verwaltungs- und Fabrikgebäude der Gummibandweberei Mann & Reinhard (bauliche Einheit mit Badische Straße 4, 8 und 10) | um 1910 | 23. April 1986    | 753             |
| weitere Bilder | Fabrikgebäude                                                               | Rauental Badische Straße 8 Karte  | Ehemaliges Verwaltungs- und Fabrikgebäude der Gummibandweberei Mann & Reinhard (bauliche Einheit mit Badische Straße 4, 6 und 10) | um 1910 | 23. April 1986    | 753             |
| weitere Bilder | Fabrikgebäude                                                               | Rauental Badische Straße 10 Karte | Ehemaliges Verwaltungs- und Fabrikgebäude der Gummibandweberei Mann & Reinhard (bauliche Einheit mit Badische Straße 4, 6 und 8)  | um 1910 | 23. April 1986    | 753             |
| weitere Bilder | Ziegelringofen                                                              | Rauental Klippe Karte             | vgl. auch Bodendenkmal Nr. 19 |         | 8. Mai 2000       | 4141            |
| weitere Bilder | Brücke (Bergisch-Märkische Eisenbahnstrecke)                                | Rauental Öhder Straße Karte       | Bestandteil der Bergisch-Märkischen Eisenbahnstrecke                                                                              |         | 23. November 1994 | 3584            |
| weitere Bilder | Fabrikgebäude                                                               | Rauental Öhder Straße 8 Karte     | |         | 29. Januar 1987   | 957             |
| weitere Bilder | Wohnhaus (Villa Schumacher)                                                 | Rauental Öhder Straße 19 Karte    | | 1895/96 | 24. Juli 2002     | 4196            |
| weitere Bilder | Wohnhaus (Bleicherhaus Lüttringhaus)                                        | Rauental Öhder Straße 31 Karte    | |         | 11. November 1994 | 3568            |
| weitere Bilder | Fabrikgebäude                                                               | Rauental Öhder Straße 47 Karte    | |         | 26. März 1993     | 2847            |
| weitere Bilder | Wohnhaus                                                                    | Rauental Öhder Straße 49 Karte    | |         | 11. März 1993     | 2826            |
| weitere Bilder | Bleicherhaus (Bleicherhaus Tönnies)                                         | Rauental Öhder Straße 51 Karte    | |         | 1. August 1984    | 70              |
| weitere Bilder | Wohnhaus                                                                    | Rauental Öhder Straße 53 Karte    | |         | 18. Oktober 1994  | 3557            |
| weitere Bilder | Wohnhaus mit Remisen- und Stallgebäude (Bleicherhaus Schnutenhaus-Wandhoff) | Rauental Öhder Straße 67 Karte    | |         | 25. November 1994 | 3586            |
| weitere Bilder | Park- und Gartenanlage (Gartenanlage „Starenberg“)                          | Rauental Starenstraße 73 Karte    | | um 1880 | 1. Juli 2004      | 4206            |